# Dickey Betts
Forrest Richard "Dickey" Betts (West Palm Beach, Florida, 12 de diciembre de 1943-Osprey, Florida, 18 de abril de 2024) fue un guitarrista, cantante y compositor estadounidense, conocido sobre todo por haber sido uno de los fundadores de la banda de rock sureño Allman Brothers Band.

## Biografía
Al principio de su carrera, colaboró con Duane Allman, introduciendo armonía melódica de guitarra gemela y contrapunto que "reescribió las reglas de cómo dos guitarristas de rock pueden trabajar juntos, desechando completamente los papeles tradicionales del ritmo/lío para ponerse de los pies a la muerte de Allman en 1971, Betts asumió los únicos deberes de guitarra principal durante el pico del éxito comercial del grupo a mediados de la década de 1970. Betts fue el escritor y cantante en el exitoso sencillo de los Allman "Ramblin' Man". También ganó renombre por componer instrumentales, con uno apareciendo en la mayoría de los álbumes del grupo, incluyendo "In Memory of Elizabeth Reed" y " Jessica" (que más tarde se utilizó como tema de Top Gear).
La banda pasó por un paréntesis a finales de la década de 1970, durante la cual Betts, como muchos de los otros miembros de la banda, siguió una carrera en solitario y proyectos secundarios bajo nombres como Great Southern y The Dickey Betts Band. Los Allman Brothers se reformaron en 1979, con Dan Toler tomando el segundo papel de guitarra junto a Betts. En 1982, rompieron por segunda vez, durante la cual Betts formó el grupo Betts, Hall, Leavell y Trucks, que duró hasta 1984. Una tercera reforma ocurrió en 1989, con Warren Haynes ahora uniéndose a Betts en la guitarra. Después de que Betts fuera despojado de la banda en 2000 por un conflicto con respecto a su continuo consumo de drogas y alcohol. Nunca volvió a tocar con ellos ni apareció con otros exmiembros de la banda para reencuentro o proyectos paralelos. Con la muerte de Betts en abril de 2024, Jaimoe es el último fundador vivo de la Allman Brothers Band.
Fue incluido con la banda en el Salón de la Fama del Rock and Roll en 1995 y también ganó un premio Grammy de mejor actuación de rock con la banda por "Jessica" en 1996. Betts fue clasificado No. 58 en la lista de los 100 mejores guitarristas de todo el tiempo de Rolling Stone en 2003, y No. 61 en la lista publicada en 2011..

### Carrera musical
Uno de sus éxitos más rotundos fue el tema instrumental "Jessica", galardonado por un premio Grammy en 1996.

### Muerte
Dicky Betts falleció en su hogar el 18 de abril de 2024 por complicaciones relacionadas con EPOC y cáncer.

## Discografía

### Álbumes en solitario
- Highway Call (1974)
- Dickey Betts & Great Southern (1977)
- Atlanta's Burning Down (1978) (Dickey Betts y Great Southern)
- Night  (1982) (Dickey Betts)
- Pattern Disruptive (1988)
- Let's Get Together (2001)
- The Collectors #1 (2002)
- Back Where It All Begins: Live at the Rock and Roll Hall of Fame & Museum (DVD) (2005)
- The Official Bootleg (Live) (2006)
- Rockpalast: 30 Years of Southern Rock, 1978 - 2008 (DVD)
- Live at the Coffee Pot 1983
- Live from the Lone Star Roadhouse
- Ramblin' Man: Live at the St. George Theatre"
- Official Bootleg Vol.1